# Білянська перша волость
Білянська перша волость — історична адміністративно-територіальна одиниця Ізюмського повіту Харківської губернії з центром у слободі Білянське.
Станом на 1885 рік складалася з 14 поселень, 15 сільських громад. Населення — 3269 осіб (1759 чоловічої статі та 1510 — жіночої), 548 дворових господарств.
|                     | Площа, десятин | У тому числі орної, дес. |
| ------------------- | -------------- | ------------------------ |
| Сільських громад    | 2172           | 948                      |
| Приватної власності | 12907          | 4481                     |
| Іншої власності     | 120            | 40                       |
| Загалом             | 15199          | 5469                     |

Основне поселення волості:
- Білянське[2] — колишнє власницьке село при річці Кривий Торець за 60 версти від повітового міста, 427 осіб, 88 дворових господарств, православна церква, лавка, щорічний ярмарок. За версту — залізнична станція Краматорська. Перша згадка 1784. В 1850 отримала назву Петрівка на честь пана П. Г. Таранова-Бєлозьорова. Нині це район мішаної забудови Петрівка міста Краматорськ.